# Замороженный конфликт
Замороженный конфликт, или тлеющий конфликт, — ситуация в международных отношениях, когда вооружённый конфликт между сторонами прекращается без подписания мирного договора.
Обычно одной из сторон является международно признанное государство, а другой — государство де-факто. В основе таких замороженных конфликтов лежат территориальные споры, права меньшинств и борьба этнических групп за автономию или независимость.
Понятие возникло после распада Союза ССР и применяется в основном в отношении затяжных этнических конфликтов на современном постсоветском пространстве.

## Текущие замороженные конфликты

### Африка

#### Западная Сахара
Конфликт в Западной Сахаре был в значительной степени заморожен с момента прекращения огня в 1991 году, хотя с тех пор различные беспорядки, такие как интифада независимости. Контроль над территорией Западной Сахары остается разделённым между королевством Марокко и фронтом Полисарио.

### Азия

#### Абхазия и Южная Осетия
Грузино-абхазский конфликт и грузино-южноосетинский конфликт привели к созданию двух в значительной степени непризнанными государствами на международно признанной территории Грузии. Война в Южной Осетии в 1991–92 годах и война в 1992–93 годах в Абхазии, за которой последовала российско-грузинская война в августе 2008 года, де-факто потеряли контроль над регионами Южной Осетии и Абхазии в северной и северо-западной Грузии в про-российских республиках Южной Осетии и Абхазии. Эти вмешательства были интерпретированы как стратегия Кремля для дестабилизации других постсоветских государств и расширения сферы влияния России.

#### Кипр
Кипрский конфликт был заморожен с 1974 года. Северная часть Кипра находится под фактическим контролем Турецкой Республики Северного Кипра, но это не признается на международном уровне, кроме как Турцией.

#### Кашмир
Индия и Пакистан вели по меньшей мере три войны из-за спорного региона Кашмира в 1947, 1965 и 1999 годах. Индия претендует на всю территорию бывшего княжества Джамму и Кашмир на основании того, что его правитель официально присоединился к Индии в условиях пакистанского вторжения после раздела, и управляет примерно 43% его территории. Пакистан также претендовал на эту территорию после раздела, основываясь на преобладающем мусульманском населении, и контролирует примерно 37% региона, одновременно поощряя тактику опосредованной войны в Кашмире. Оставшаяся территория контролируется Китайской Народной Республикой; некоторые из них были заняты во время китайско-индийской войны, а часть была передана Пакистаном к КНРу.

#### Корейский полуостров
Корейский конфликт был заморожен с 1953 года, когда прекращение огня положило конец Корейской войне. Правительства обеих стран — Северной и Южной Кореи — претендуют на весь Корейский полуостров, в то время как фактический контроль разделён вдоль военной демаркационной линии в Корейской демилитаризованной зоне. И Северная, и Южная Корея признаны подавляющим большинством других стран, хотя они не признают друг друга.

#### Материковый Китай и Тайвань
Конфликт между материковым Китаем и Тайванем заморожен с 1949 года. Никакого перемирия или мирного договора не было подписано, и продолжаются споры о том, была ли гражданская война законно окончена. Официально и Китайская Народная Республика (КНР), базирующаяся в Пекине, и Китайская Республика (КР), базирующаяся в Тайбэе, считают себя единственным законным правительством всего Китая. Хотя последнее особенно не признано большинством стран и государств на международном уровне, оно остаётся де-факто независимой администрацией на Тайване и нескольких других островах, а де-факто администрация КНР находится в материковом Китае, Гонконге и Макао.

### Европа

#### Косово
Спор о статусе Косово остаётся замороженным с момента окончания войны в Косово, которая велась в 1998–1999 годах между югославскими силами (Союзная Республика Югославия) и этнически албанской Армией освобождения Косово. Регион Косово управляется независимо Миссией ООН по временной администрации в Косово с момента войны. Косово в одностороннем порядке провозгласило свою независимость от Сербии в 2008 году, но это не признано всеми странами мира, поскольку Сербия по-прежнему считает Косово частью своей территории.

#### Приднестровье
После прекращения огня, положившего конец Приднестровской войне (1990–1992), находящаяся под влиянием России отколовшаяся Приднестровская республика контролирует самую восточную полосу территории Молдовы. Республика не признана на международном уровне, и Молдова продолжает претендовать на эту территорию.

## Бывший замороженный конфликт

### Нагорный Карабах
Карабахский конфликт (с 1994 года по 2020 год) был замороженным конфликтом с периодами полномасштабных эскалаций. Распад Нагорно-Карабахской Республики после азербайджанского наступления в Нагорном Карабахе в 2023 году положил конец этому замороженному конфликту.